# Andrzej Skrzypacz
Andrzej "Andy" Skrzypacz (ur. 1973) – polski profesor ekonomii, pracujący w USA.

## Życiorys
W 1997 ukończył studia ekonomiczne w Szkole Głównej Handlowej, a trzy lata później uzyskał stopień doktora na University of Rochester. Od 2000 pracuje na stanowisku profesora na Uniwersytecie Stanforda. W latach 2011–2014 był członkiem komitetu redakcyjnego American Economic Review. Fellow of the Econometric Society.